# 尖吻鱘
尖吻鱘（學名：Acipenser oxyrhynchus oxyrhynchus），又名大西洋鱘（Atlantic sturgeon）是鱘科下的一個物種，也是世界上最古老的一種魚。它們分佈在加拿大新不倫瑞克省至美國佛羅里達州東岸。美洲最初的殖民時期，它們的數量仍很豐富，但因過度漁獵及水質污染，以致數量大幅下降。它們現時已被列為近危，在有些地區甚至已經滅絕。它們的壽命可以達60歲，長達4.6米及重超過360公斤，是世界最大的淡水魚之一。

## 分類
- 指名亞種 （A. o. oxyrhynchus）
- 德氏尖吻鱘  （A. o. desotoi ）

## 特徵
尖吻鱘沒有鱗片，只有5行骨質的甲板。最大的標本可以重超過360公斤及接近4.6米長，一般則重130公斤及長1.8-2.4米。它們背部呈藍黑色及橄欖綠色，腹部白色。其吻較長，口邊各有4條鬚。

## 生命周期
尖吻鱘6歲前都會留在河口，期後才會游到海洋中。一直以來，短吻鱘都被誤認為是幼生的尖吻鱘。尖吻鱘要到7-23歲才達至性成熟，還要視乎性別及溫度。當成熟後，它們會往上游產卵。雌魚一次可以產達80-375萬顆卵，但要每2-6年才會產卵一次。產卵後的雌魚會游回下游，但雄魚卻會留在上游直至冷水的增加。它們可能會回到海洋，或是留在近海岸線的地方。它們一般可以活到60歲，也曾有紀錄達100歲之齡。它們有也會完全跳出水面，但令其跳起的原因不明。

## 經濟歷史
最初尖吻鱘被認為是完全沒有價值的魚類。粗糙的魚皮經常弄穿漁網，令漁民轉而捕獵較具價值的其他魚類。但是，當利用尖吻鱘製成的產品出現後，其漁業十分興旺。在維吉尼亞州，它們的漁業十分具價值，比龍蝦所得的利潤還要高。在大西洋海岸的漁業主要是為食物、皮革及魚膠。於十九世紀末，美國每年就有達300萬公斤的尖吻鱘出口。不過因為濫捕，幾年之內就大幅下趺至只有1萬公斤。它們現時要是用來生產魚子醬。

## 保育狀況
由於長期的過度漁獵，尖吻鱘現時為瀕危物種，其保育主要是靠禁止捕獵。美國政府並沒有將尖吻鱘列為全國性瀕危。不過有很多團體都留意它們受危的狀況，但卻沒有足夠資料將之列入保育範圍。
美國漁業學會（American Fisheries Society）認為尖吻鱘現正瀕危。切薩皮克灣是尖吻鱘在維吉尼亞州最後已確認的棲息地。於2007年5月，研究發現在整條河上發現只有175條尖吻鱘，其中15條長逾4.5米。另外在馬里蘭州於2005年至2006年就發現了捕獵了大量的尖吻鱘。喬治亞大學也有在喬治亞州阿爾塔馬哈河（Altamaha river）進行對尖吻鱘的生態研究。
近年的研究發現波羅的海消失的鱘是尖吻鱘而非以往相信的歐洲鱘。尖吻鱘是於約1300年前來到波羅的海，並取代了原住的物種。有計劃將尖吻鱘由加拿大聖約翰河（Saint John river）重新引入到德國及波蘭交界的奧得河在波羅的海的河口。

## 外部連結
- Connecticut Department of Environmental Protection
- Fishbase （页面存档备份，存于）